# Vulkanische vlakte
Een vulkanische vlakte is een geomorfologische benaming voor een grote vlakte die is ontstaan door vulkanische activiteit. Dergelijke vulkanische vlaktes kunnen zich over oppervlakten van vele duizenden vierkante kilometer uitstrekken.
De belangrijkste types zijn vlaktes opgebouwd uit en lava en vlaktes die zijn ontstaan door een pyroclastische stroom.

## Lavavlaktes
Lavavlaktes, ook wel large igneous provinces genoemd, bestaan uit lava met een relatief hoog smeltpunt. Op aardse planeten is dit basische lava.
Hierbij zijn enkele belangrijke verschillen met een schildvulkaan: 
- Bij een vulkanische vlakte is het reliëf beperkt. Een schildvulkaan is daarentegen een vulkaan, dat wil zeggen een berg met een uitgesproken reliëf.
- Bij een vulkanische vlakte komt de lava uit langgerekte eruptiespleten (of vele kleine eruptiepunten), terwijl een schildvulkaan normaal gezien één centrale vulkaankrater heeft.

## Voorbeelden op Aarde
Het grootste deel van het oppervlak op Aarde bestaat eigenlijk uit vulkanische vlaktes. We denken hier in de eerste plaats aan oceanische korst die ontstaat bij het uiteendrijven van platen. Daarnaast bestaan er echter ook grote vulkanische vlakten op de continenten, zoals de Deccan Traps, die het Dekan-plateau in India vormen, en de Snake River Plains in de Verenigde Staten. Dit worden basaltvloeden genoemd. De grootste vulkanische vlakte zijn de Siberian Traps, in Noord-Centraal Siberië.

## Voorbeelden in het zonnestelsel
Op de Maan zijn de donkere maria (ook wel zeeën genoemd) in feite reusachtige vlaktes die grote inslagbassins hebben opgevuld. De grootste mare op de Maan is Oceanus Procellarum die een oppervlakte van 2.150.000 vierkante kilometer heeft.
Op Venus, Mars (planeet) en Mercurius kennen uitgestrekte vulkanische vlaktes. Op Mercurius valt dit misschien niet zo op, maar door kratertellingen heeft men toch achterhaald dat de planeet in haar vroege geschiedenis ook vulkanisme kende.
Ook op ijsmanen zoals Enceladus, Miranda en Ariel komen vulkanische vlaktes voor. Die bestaan niet uit basische lava, maar ze zijn opgebouwd uit ijsmagma dat via langgerekte spleten het oppervlak bereikt. Omdat die ijsmagma viskeuzer is dan de lava, worden hier eerder langgerekte structuren dan echte vlaktes gevormd.